# Fegefeuer

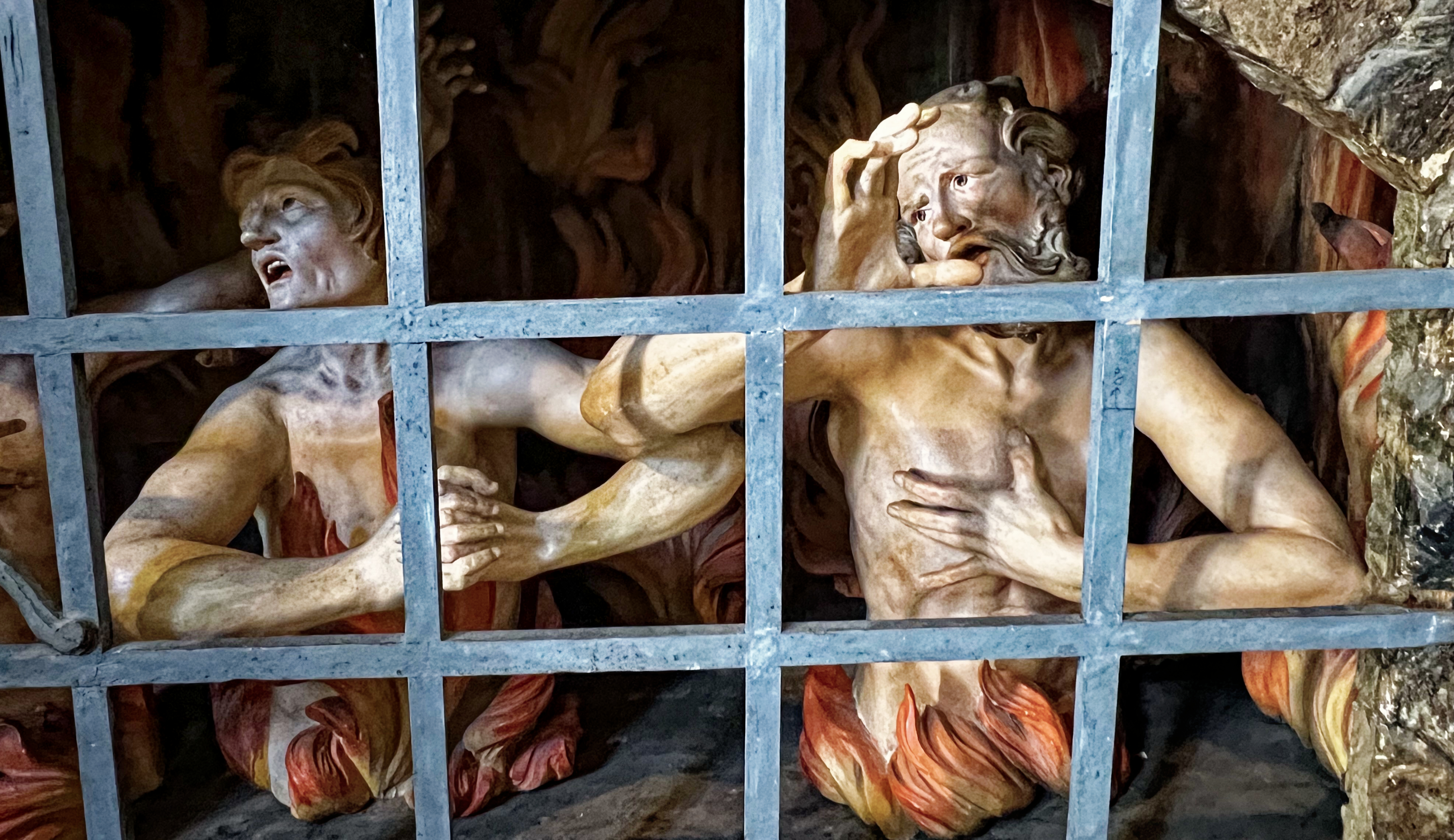
Purgatorium im Marienmünster Dießen

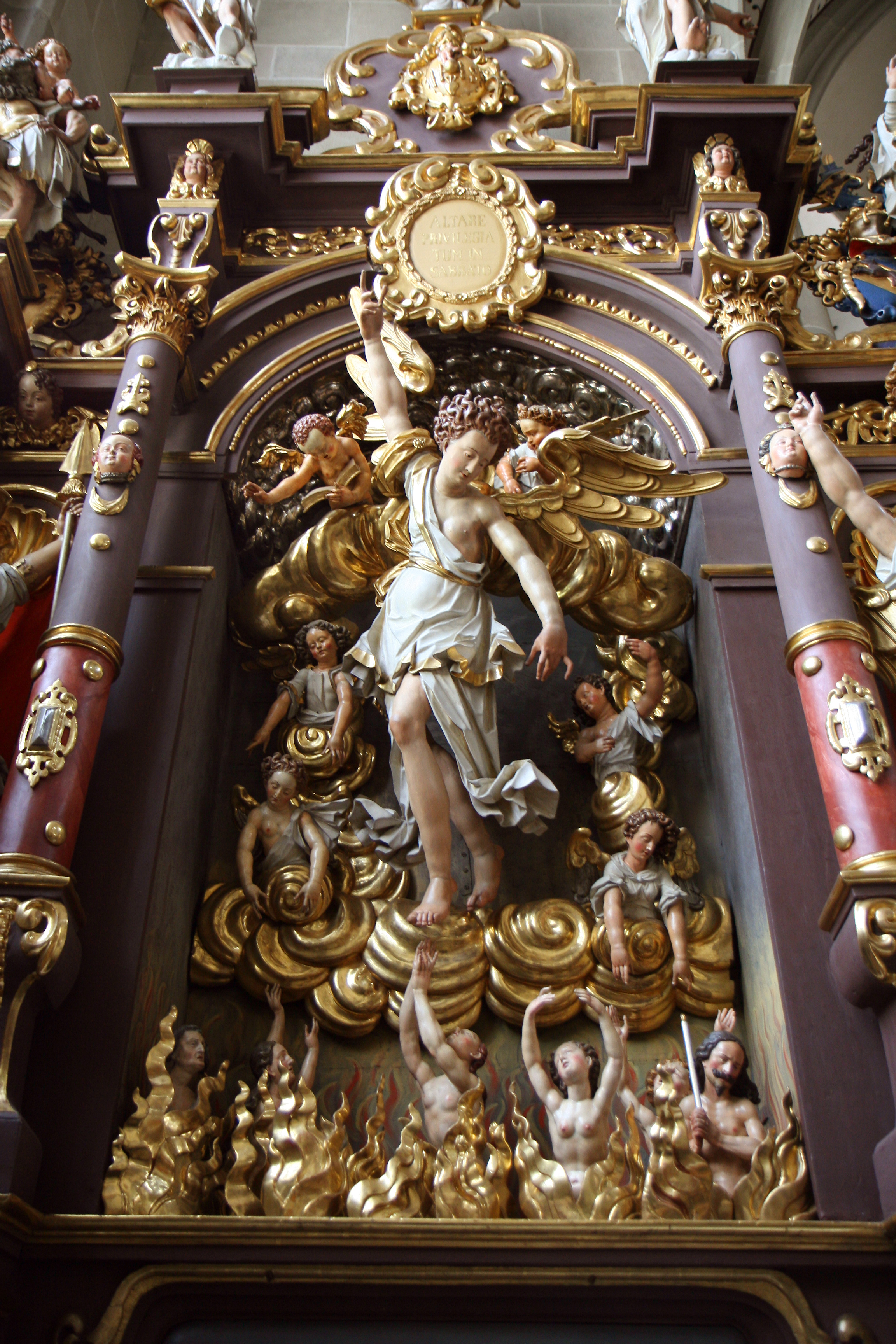
Münster St. Nikolaus, Überlingen, Mittelteil des Schutzengel-Altars

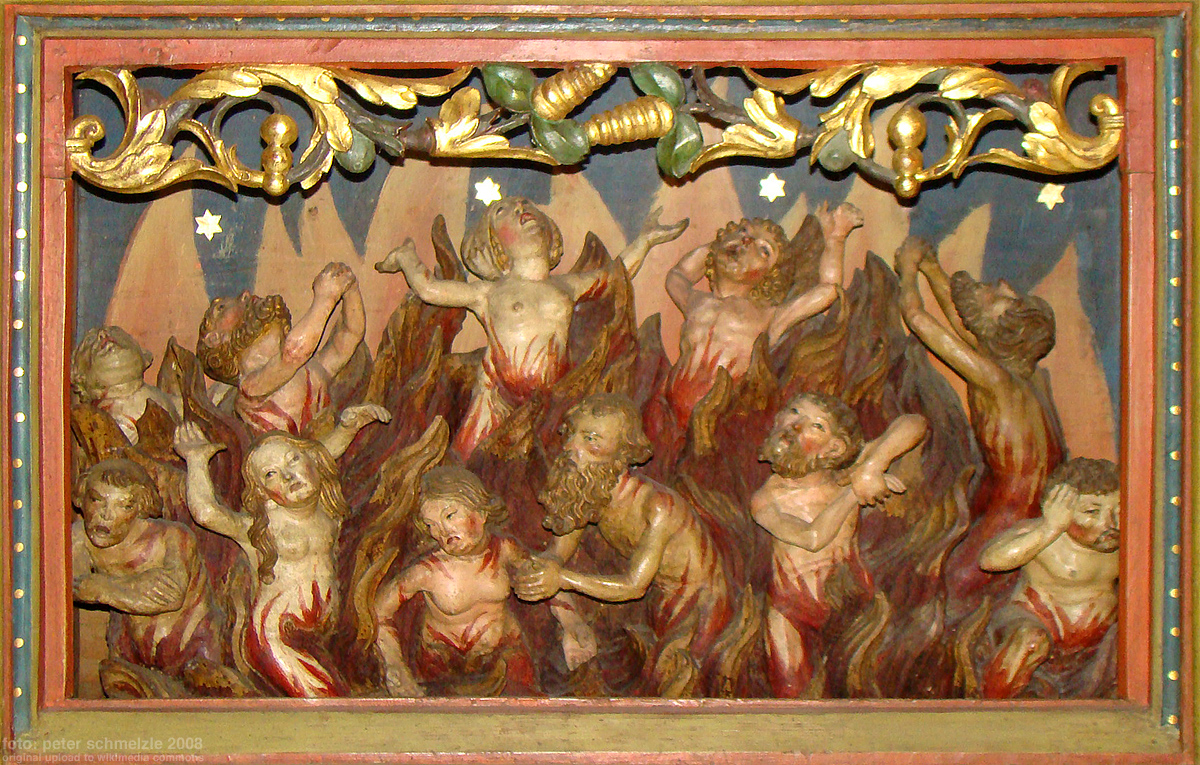
Fegefeuer-Darstellung von 1519 in der Predella des Hochaltars der Bad Wimpfener Stadtkirche

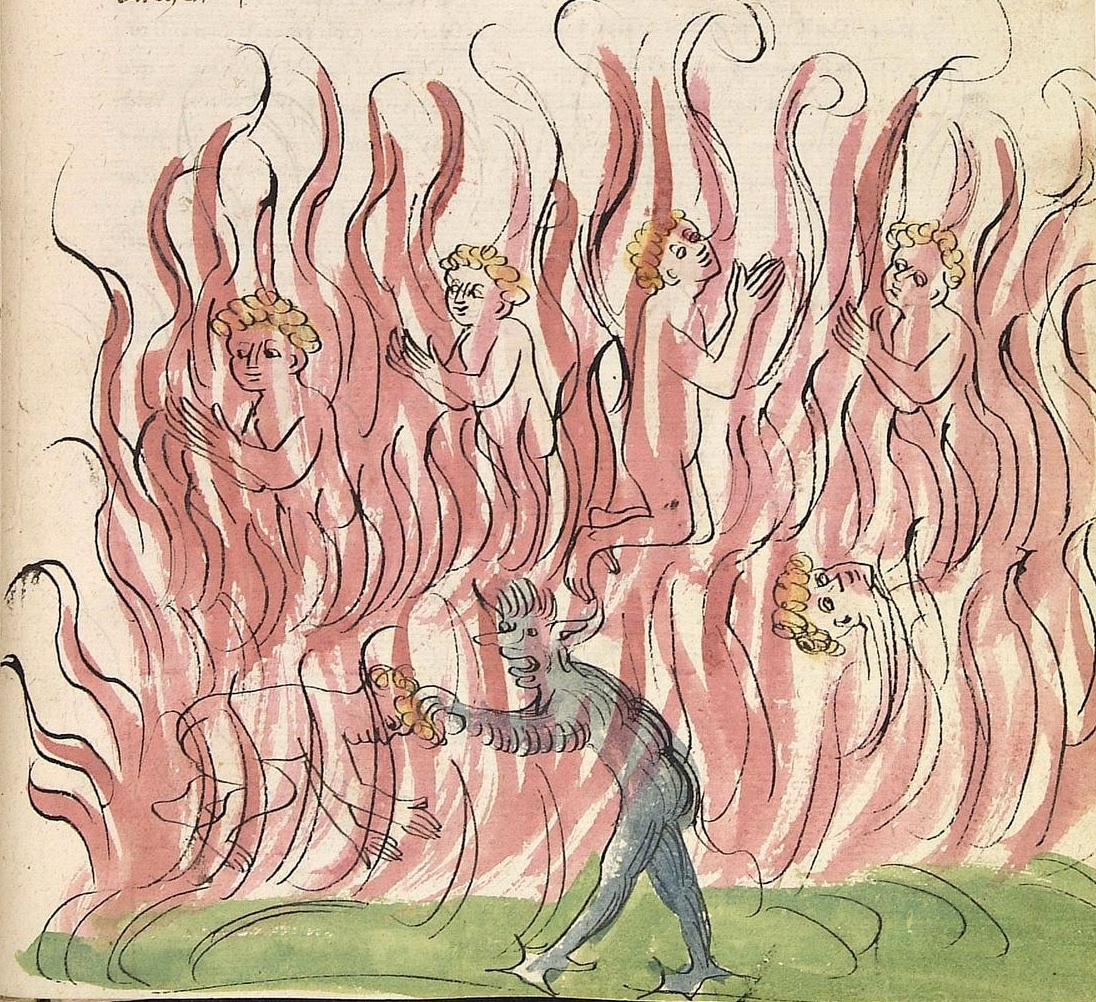
Fegefeuerdarstellung aus der elsässischen Legenda Aurea von 1419, Universitätsbibliothek Heidelberg

Fegefeuer, selten Fegfeuer (lateinisch Ignis purgatorius oder Purgatorium, „Reinigungsort“, „Läuterungsort“), bezeichnet die Läuterung, die nach einer in der Westkirche entwickelten theologischen Lehre eine Seele nach dem Tod erfährt, sofern sie nicht als heilig unmittelbar in den Himmel aufgenommen wird. Dieser Zwischenzustand wird gleichnisweise als Ort der Läuterung, gewissermaßen als Intermediärzone, oder als zeitlicher Prozess vorgestellt. Nachdem die Kirchen der Reformation die Lehre vom Fegefeuer verworfen haben, wird sie heute fast nur noch von der römisch-katholischen Kirche vertreten; für die Ostkirchen hingegen hat sie nie größere Bedeutung gehabt. Innerhalb der Dogmatik gehört das Thema Fegefeuer zur Eschatologie, welche Die vier letzten Dinge behandelt: Tod, Jüngstes Gericht bzw. Apokalypse, Himmel und Hölle. Eng mit der Lehre vom Purgatorium verbunden ist jene vom Partikulargericht über die Seele des Einzelnen unmittelbar nach dem Tode.

## Biblische Grundlegung
Die Lehre vom Fegefeuer wird traditionell mit zwei Bibelstellen begründet: 2 Makk 12,43–45  und 1 Kor 3,13–15 . Das Konzil zu Trient verzichtete allerdings darauf, 1 Kor 3,13–15 als Schriftbeweis heranzuziehen, obwohl dieses vielfach gewünscht wurde.
Unter katholischen und evangelischen Neutestamentlern besteht schon seit Mitte des 20. Jahrhunderts weitgehender Konsens darüber, dass Paulus von Tarsus kein Läuterungsgericht kannte und dieses deshalb in 1 Kor 3,13–15 auch nicht meinte (Joachim Gnilka). Hans-Josef Klauck kommentiert: „Dem Feuer entrissen“ sei bei Paulus eine sprichwörtliche Redewendung und hieße so viel wie knapp davongekommen. „Seit Origenes, der seinerseits auf die stoische Weltbrandlehre zurückgreift, hat man diesen Abschnitt zur Begründung der Lehre vom Fegfeuer herangezogen. Der Intention, die Paulus damit verbindet, und dem Vorstellungsmaterial unterschiedlicher Herkunft, das er hier einsetzt, liegt diese ausgearbeitete Konzeption noch fern.“ Ingo Broer fasst den biblischen Befund so zusammen, die Fegfeuerlehre sei „eine v[on] den Kirchenvätern ins Christentum eingeführte Vorstellung, die versch[iedene] Anschauungen u[nd] Belege der Bibel zusammensieht u[nd] auf ähnl[iche] Gedanken in der paganen Lit[eratur], z. B. bei Platon u[nd] Vergil, zurückgreifen kann.“

## Dogmengeschichte

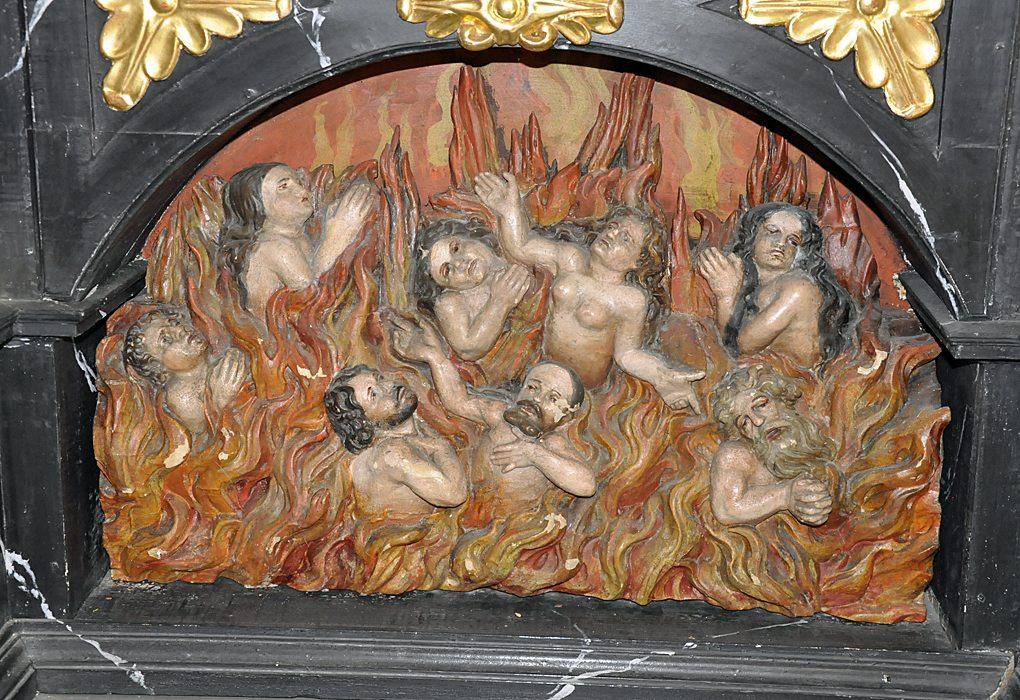
Barocke Fegefeuer-Darstellung im Beinhaus zu Stans NW

Die Vorstellung vom Feuer als Reinigungssymbol war bereits im Altertum verbreitet. Die frühe Kirche dachte jedoch zunächst an ein refrigerium interim, so bei Tertullian (um 150–220), an einen Ort, an dem sich die Gerechten nach ihrem Tod erfrischen können, solange sie auf die Seligkeit nach dem Jüngsten Gericht warten. Für Tertullian ist das refrigerium gleichbedeutend mit Abrahams Schoß. Die Seelen, die im refrigerium schlafen, erleiden keine Qualen und bleiben dort bis zu ihrer Auferstehung.
Im 6. Jahrhundert integrierte Papst Gregor der Große die Vorstellung von einem Fegefeuer in die christliche Heilsökonomie, wodurch sie bis zur Reformation im lateinischen Westen der Christenheit kultur- und sozialgeschichtlich prägend wirkte:
„Man muss glauben, dass es vor dem Gericht für gewisse leichte Sünden noch ein Reinigungsfeuer gibt, weil die ewige Wahrheit sagt, dass, wenn jemand wider den Heiligen Geist lästert, ihm weder in dieser noch in der zukünftigen Welt‘ vergeben wird (Mt 12,32 ). Aus diesem Ausspruch geht hervor, dass einige Sünden in dieser, andere in jener Welt nachgelassen werden können.“
Petrus: „Kann es nun etwas geben, was den Seelen der Verstorbenen zu helfen vermag?“

Gregorius: „Wenn die Sünden nach dem Tode nicht untilgbar sind, so pflegt die Darbringung des heiligen Opfers den Seelen auch noch nach dem Tode viel zu nützen, so zwar, dass die Seelen der Verstorbenen es selbst manchmal erbitten.“
Im 12. Jahrhundert wurde der Begriff Purgatorium üblich und dem System der Limbus untergeordnet. Wahrscheinlich hat der Schwarze Tod und die aus ihm resultierenden Massenbestattungen ohne kirchliche Begräbnisfeier den Eifer verstärkt, durch Gebete dem Fegefeuer schneller zu entweichen. Historische Belege deuten darauf hin, dass die Idee des Fegefeuers in Nordeuropa viel stärkere Verbreitung fand als im Mittelmeerraum. So finden sich vor allem in Norddeutschland zwischen 1450 und dem Beginn der lutherischen Reformation großzügige Erlasse für Messstipendien, mit denen die Zeit der Verstorbenen im Fegefeuer verkürzt werden sollte. Regionale Studien lassen darauf schließen, dass diese Form der Frömmigkeit erst mit katholischen Geistlichen im Zuge der Gegenreformation nach Spanien und Italien gelangte.
Im Jahr 1476 wurde das kirchliche Ablasswesen auf Initiative von Raimund Peraudi hin durch eine päpstliche Bulle auf die Seelen im Fegefeuer erweitert und erfuhr dadurch eine gesteigerte Popularität. Durch Gebete und gute Werke glaubte man, damit verknüpfte Ablässe auch Verstorbenen im Fegefeuer zuwenden zu können. Als besonders nützlich wurde zum Beispiel die Stiftung eines Bades für Arme angesehen (Seelbad). Dass diese guten Werke zunehmend durch Geldspenden an die Kirche abgeleistet wurden, führte vor dem Hintergrund aggressiver Werbung für dieses Modell zur bekannten reformatorischen Ablasskritik.

## Römisch-katholische Lehre
Da nach der Lehre der katholischen Kirche „nichts Unreines in den Himmel kommen kann“, ist die Vorstellung eines Ortes oder eines Prozesses der Läuterung entstanden, der Fegefeuer genannt wird. Im Fegefeuer besteht die Qual darin, dass der Verstorbene zwar schon die vollkommene Gegenwart und Liebe Gottes spürt, sich aber aufgrund seiner Sünden dieser Liebe nicht würdig fühlt. Genau das macht den großen Schmerz aus. Der Mensch wird so von seinen letzten Sündenfolgen aus der zeitlichen Existenz durch seine Reue geläutert.
Das Fegefeuer erfährt, wer in der Gnade Gottes stirbt, aber noch nicht vollkommen geläutert ist, um die Heiligkeit zu erlangen, die notwendig ist, in die Freude des Himmels eingehen zu können. Das Purgatorium ist somit völlig verschieden von der Bestrafung der Verdammten in der Hölle. Die sogenannten Armen Seelen sind im Fegefeuer also nicht endgültig festgehalten, sondern sie haben immer die Gewissheit, daraus entlassen zu werden, und zwar stets in Richtung Himmel. Gebete der Lebenden, besonders im Rahmen des Memorialwesens, sollen helfen, diese Zeit zu verkürzen.
Das Fegefeuer ist der Ort, an dem diejenigen, die im Stand der heiligmachenden Gnade sterben, noch zeitliche Sündenstrafen abbüßen sollen. Diejenigen, die nicht im Stand der Gnade sterben, gehen gemäß der 1336 in der Bulle Benedictus Deus entfalteten Lehre für immer dem Himmel verloren; sie kommen in die Hölle.
Die Lehre von einer Läuterung der Seelen nach ihrem Tode und die Möglichkeit des Gebetes für die Verstorbenen sieht die katholische Kirche in der Heiligen Schrift angedeutet und vor allem durch die durchgängige Gebetspraxis der alten Kirche gerechtfertigt.

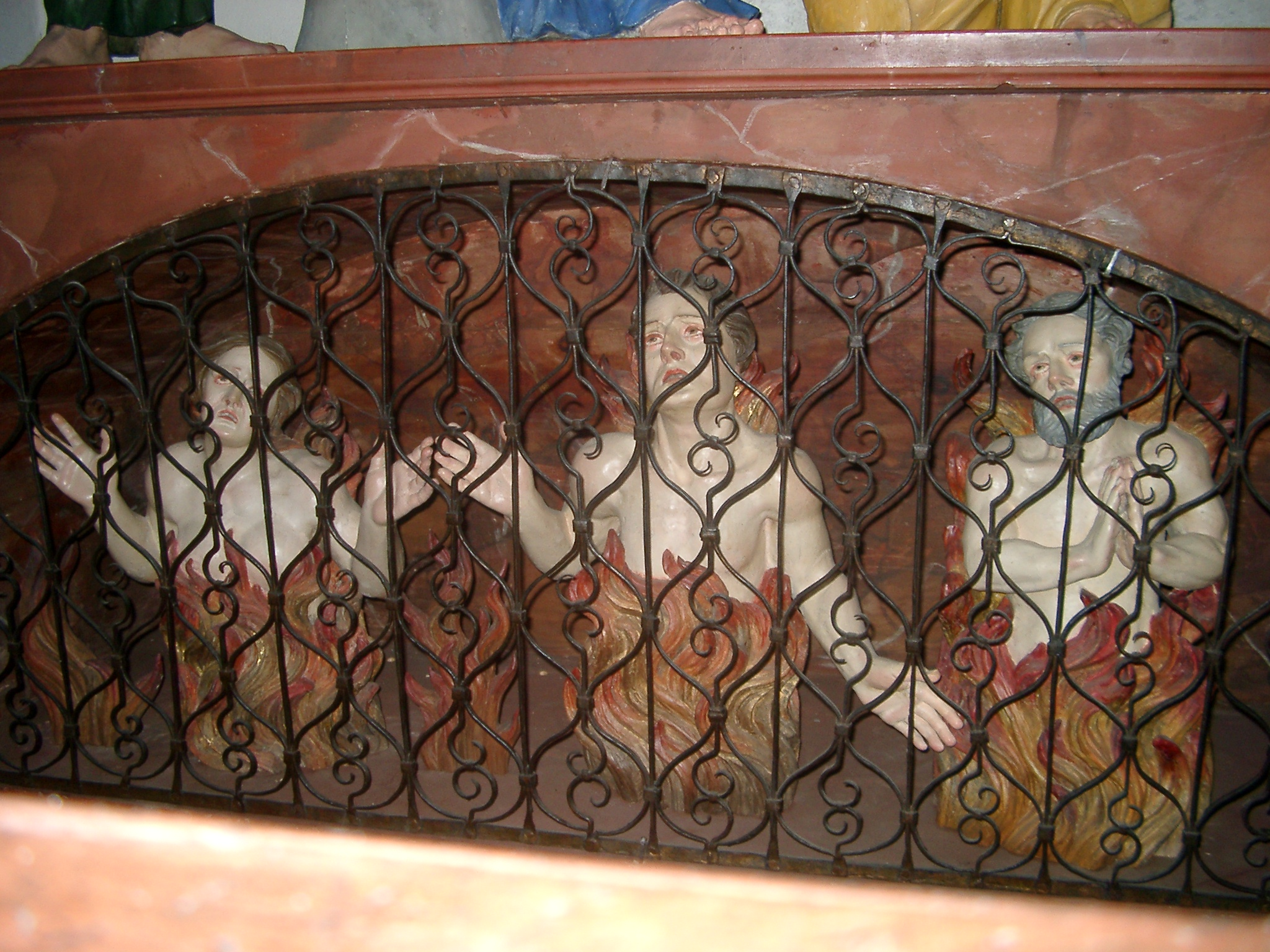
Darstellung in St. Lorenzen (Südtirol)

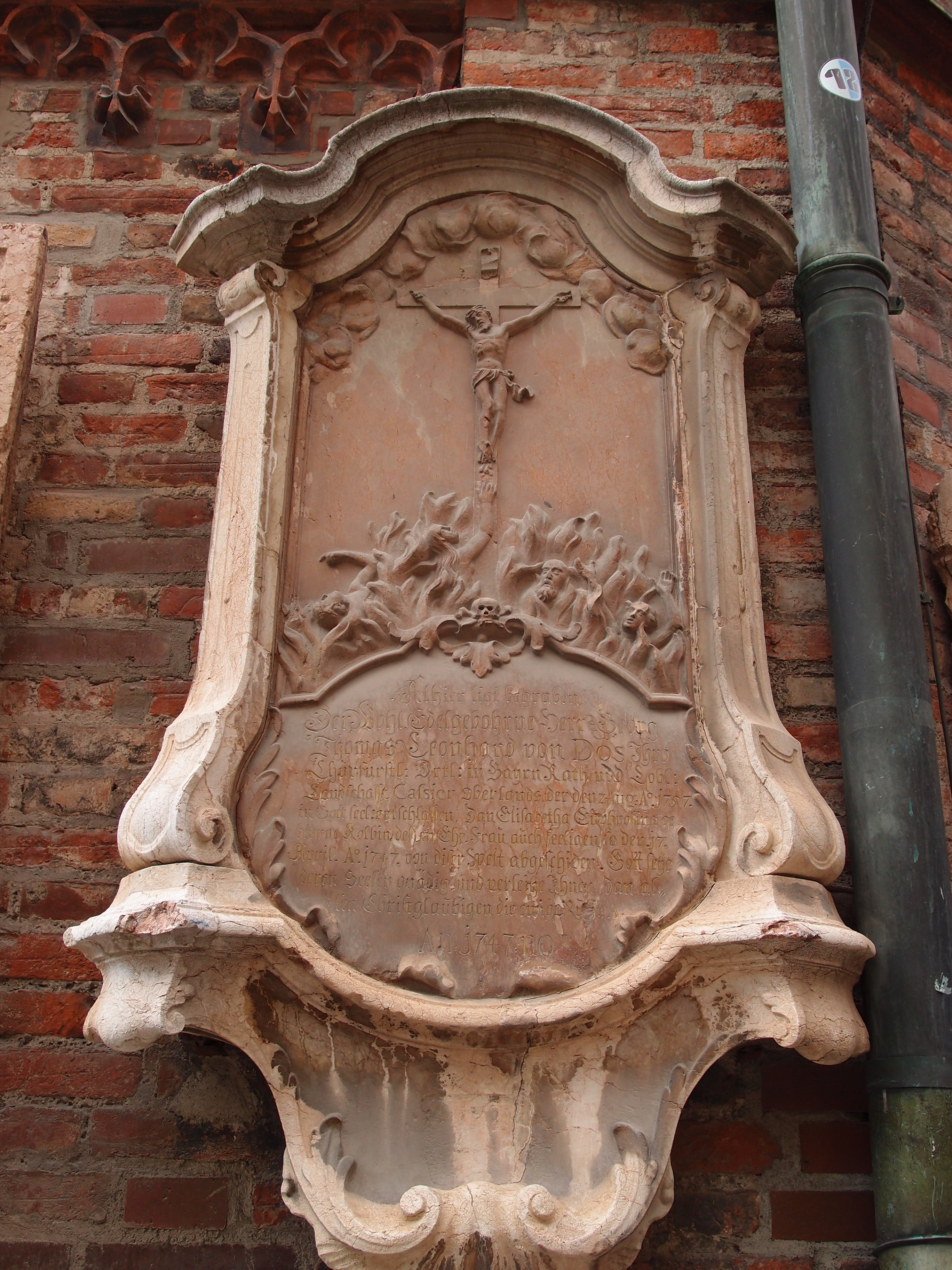
Darstellung des Fegefeuers auf einem Grabstein von 1747 an der Münchner Frauenkirche

Der Kirchenvater Augustinus deutete 1 Kor 3,13–15  dahin, dass nach dem Tode noch die Seelen einiger Gläubiger durch Feuer geläutert, also das Irdische aus ihnen ausgebrannt werde. Im 12. Jahrhundert war die Vorstellung eines Fegefeuers endgültig in der Volksfrömmigkeit verankert, und erst dann war auch die Bezeichnung Fegefeuer gebräuchlich. Der Ausdruck Purgatorium ist erstmals beim Erzbischof von Tours, Hildebert von Lavardin († 1133) nachweisbar. Seit dem 13. Jahrhundert ist das Gedankenmodell unter Theologen und in den Gemeinden allgemein bekannt, theologisch völlig ausgebildet findet sich die Lehre bei Thomas von Aquin und wurde durch Dantes Göttliche Komödie in der europäischen Literatur- und Kunstgeschichte verankert.
Eine Klärung der Lehre vom Purgatorium brachte die Konstitution Benedictus Deus (1336) (DH 1000 ff.). Darin heißt es:

„Die Seelen der Verstorbenen, die in der Rechtfertigungsgnade verschieden sind, werden unmittelbar und sofort der himmlischen Seligkeit teilhaftig, während die Seelen derer, an denen noch kleinere Mängel haften, nach einem Läuterungs- und Reinigungsgeschehen ebenfalls der vollen Schau Gottes teilhaftig werden.“

Die Lehre vom Fegefeuer betont die Notwendigkeit der Läuterung nach dem Tode, allerdings vermeiden viele Theologen mittlerweile Mutmaßungen über zeitliche und räumliche Dimensionen dieses Geschehens. Bereits das Konzil von Trient hatte vor allzu drastischen Darstellungen gewarnt, die nur davon ablenken, dass die Lehre vom Purgatorium die Sorge vor der Verdammnis zu mildern bezweckt. Man hält daran fest, dass die Lebenden den Verstorbenen durch Gebet, Mitfeier der Heiligen Messe und Taten der Nächstenliebe zu Hilfe kommen können.
In der neueren Theologie wird der Gedanke des Fegefeuers als eines Ortes mit „zeitlichen Strafen“ im Sinne eines Zeitablaufs oft abgelehnt. Stattdessen sprechen die Theologen von einem Reinigungsgeschehen. Das Reinigungsgeschehen ist ein „Aspekt der Gottesbegegnung“ und ist somit ein Bild der Hoffnung des Gläubigen auf eine Läuterung und Reinigung durch Gott.
Romano Guardini formuliert Mitte des 20. Jahrhunderts:

„Wie ist es aber mit dem Menschen, der zwar guten Willens war, dessen Wille aber nicht – oder noch nicht genug – das Sein ergriffen hat? Dessen gute Gesinnung nur um einiges unter die Oberfläche hinabgedrungen ist, während darunter die Auflehnung saß, und die Tiefen von Bösem und Unreinem voll waren? Dessen Leben überall die Lücken des Unvollbrachten um die Zerstörung des falsch Getanen in sich trug? […] Wenn ein solcher Mensch ins Licht Gottes tritt, sieht er sich mit dessen Augen. Er liebt Gottes Heiligkeit und haßt sich selbst, weil er ihr widerspricht. […] Er durchlebt sich als den, der er vor Gott ist, und das muß ein unausdenkbarer Schmerz sein. […] Er steht auf Seiten der Wahrheit gegen sich selber. Er ist bereit, seinem eigenen Leben, all dem Versäumten, Halben, Wirren darin standzuhalten. In einem geheimnisvollen Leiden stellt das Herz sich der Reue zur Verfügung und überliefert sich so der heiligen Macht des Schöpfergeistes. Daraus wird das Versäumte neu geschenkt. Das Falsche wird in Ordnung gerückt. Das Böse umgelebt und ins Gute herübergebracht. Nicht äußerlich verbessernd, sondern so, daß alles durch das in der Reue wirkende Geheimnis der umschaffenden Gnade hindurchgeht und neu ersteht.“

Nicht zu verwechseln mit dem Fegefeuer ist der Limbus. Dieser war allerdings nie Teil der dogmatisierten kirchlichen Lehre.
Für den deutschen Sprachraum hält man die etablierte Rede vom Fegefeuer für „eine recht unglückliche Übersetzung des amtlichen Wortes ‚purgatorium‘, ‚Läuterungsort‘ bzw. ‚Läuterungszustand‘“ und betont die bloß bildliche Ausdrucksweise: „Das Feuer läßt sich verstehen als die läuternde, reinigende und heiligende Kraft der Heiligkeit und Barmherzigkeit Gottes.“
Der von Papst Johannes Paul II. im Jahr 1992 approbierte Katechismus der Katholischen Kirche behandelt das Fegefeuer im Artikel 12 „Ich glaube das ewige Leben“ unter III „Die abschließende Läuterung – das Purgatorium“.
Der Weltkatechismus bringt das oben genannte Zitat von Gregor dem Großen zur Verdeutlichung: „Man muss glauben, dass es vor dem Gericht für gewisse leichte Sünden noch ein Reinigungsfeuer gibt, weil die ewige Wahrheit sagt, dass, wenn jemand wider den Heiligen Geist lästert, ihm weder in dieser noch in der zukünftigen Welt‘ vergeben wird (Mt 12,32 ). Aus diesem Ausspruch geht hervor, dass einige Sünden in dieser, andere in jener Welt nachgelassen werden können.“
Das Kompendium des Katechismus der Katholischen Kirche (KKKK Nr. 210) beschreibt das Purgatorium (Fegefeuer) so:

„Das Purgatorium ist der Zustand jener, die in der Freundschaft Gottes sterben, ihres ewigen Heils sicher sind, aber noch der Läuterung bedürfen, um in die himmlische Seligkeit eintreten zu können.“

Der Kardinal Joseph Ratzinger schrieb unter anderem:

„Es [das Fegefeuer] ist nicht eine Art von jenseitigem Konzentrationslager (wie bei Tertullian), in dem der Mensch Strafen verbüßen muss, die ihm in einer mehr oder weniger positivistischen Weise zudiktiert sind. Es ist vielmehr der von innen her notwendige Prozess der Umwandlung des Menschen, in dem er christus-fähig, gott-fähig und so fähig zur Einheit mit der ganzen Communio sanctorum wird.“

Diesen Gedanken griff er auch nach seiner Wahl zum Papst in einer im Rahmen einer Generalaudienz gehaltenen Katechese über Katharina von Genua auf. Bei Katharina werde „das Fegefeuer nicht als Element der unterirdischen Welt dargestellt.“ Es sei „kein äußeres, sondern ein inneres Feuer“:

„Und auch wir spüren, wie fern wir davon sind, wie sehr wir von so vielen Dingen erfüllt sind, daß wir Gott nicht sehen können. Die Seele weiß um die unendliche Liebe und die vollkommene Gerechtigkeit Gottes, und daher leidet sie darunter, nicht richtig und vollkommen auf diese Liebe geantwortet zu haben. Und die Liebe zu Gott wird selbst zur Flamme, die Liebe selbst läutert die Seele von den Schlacken der Sünde.“

Im Kompendium des Katechismus der Katholischen Kirche (KKKK Nr. 211) heißt es dazu:

„Wie können wir den Seelen im Purgatorium helfen?
Kraft der Gemeinschaft der Heiligen können die Gläubigen, die noch auf Erden pilgern, den Seelen im Purgatorium helfen, indem sie Fürbitten und besonders das eucharistische Opfer, aber auch Almosen, Ablässe und Bußwerke für sie darbringen.“

Oder nach Joseph Ratzinger:

„Stellvertretende Liebe ist eine zentrale christliche Gegebenheit, und die Fegfeuerlehre sagt aus, dass es für diese Liebe die Todesgrenze nicht gibt. Die Möglichkeiten des Helfens und Schenkens erlöschen für den Christen mit dem Tod nicht, sondern umgreifen die ganze Communio sanctorum diesseits und jenseits der Todesschwelle.“

## Johann Tetzel, Ablassverkauf und Tetzelkasten
Johann Tetzel (um 1460/65–1519) war ein deutscher Dominikaner und Ablassprediger. Seine Ablasspredigten waren der Anlass für Martin Luther, seine 95 Thesen gegen den Ablassverkauf zu veröffentlichen und letztlich der Anlass für die Reformation.
Der Tetzelkasten war der Kasten zum Sammeln der Erlöse aus dem Ablassverkauf. Um die Menschen zum Kauf zu bewegen, ließ Tetzel einen Teufel auf den Kasten malen, der die armen Seelen im Fegefeuer quält. Darüber stand geschrieben: „Wenn das Geld im Kasten klingt, die Seele aus dem Feuer springt.“

## Orthodoxe Lehre
In den Ostkirchen sind diese Gedanken der westlichen Theologie weitgehend unbekannt geblieben. Die orthodoxe Ablehnung der westlichen Fegefeuerlehre war einer der Gründe für das letztliche Scheitern der versuchten Wiedervereinigungen der Kirchen auf dem Zweiten Konzil von Lyon 1274 und dem Konzil von Florenz (Ferrara-Florenz) 1438/39. Die Orthodoxie kennt das Gebet für die Seelen der Verstorbenen, aber keine offizielle Erklärung für seine Wirksamkeit. In der Volksfrömmigkeit einiger orthodoxer Länder ist die Lehre von den „Zollhäusern“, die die Seele auf dem Weg in den Himmel zu passieren hat, und dem „Zoll“, den sie dort zahlt, im Ansatz mit dem Fegefeuer vergleichbar; allerdings ist diese Lehre nie dogmatisiert worden.

## Evangelische Lehre
Martin Luther erkannte in seinen Frühschriften die Existenz des jenseitigen Fegefeuers an, distanzierte sich jedoch 1530 im Zusammenhang mit der Verlesung der Confessio Augustana von dieser Lehre: „Ein Widerruf vom Fegfeuer.“ Die Kritik geht in zwei Richtungen: es gebe keine biblische Begründung, und die Fegfeuerlehre führe zu schweren Missbräuchen in der kirchlichen Praxis (Ablass). Sowohl Luther als auch Philipp Melanchthon blieben aber weiterhin an den Purgatoriums-Texten aus der Alten Kirche orientiert und versuchten, mit den Kirchenvätern und gegen neuere theologische Entwicklungen zu argumentieren. In den Schmalkaldischen Artikeln (1537) setzte sich Luther noch einmal mit dem Thema Fegefeuer auseinander: „Darum ist das Fegefeuer mit all seinem Gepränge, Gottesdienst und Gewerbe für lauter Teufelsgespinst zu achten. Denn es geht … gegen den Hauptartikel, wonach allein Christus und nicht Menschenwerk den Seelen helfen soll.“ Luther argumentiert von der Rechtfertigungslehre her; die Annäherungen im ökumenischen Gespräch zwischen der römisch-katholischen Kirche und den Reformationskirchen beim Thema Rechtfertigung können daher auch auf das alte Kontroversthema Fegefeuer Auswirkungen haben: „Ihre kirchentrennende Funktion verliert die Lehre vom Fegfeuer, wenn sie ganz unter das Vorzeichen der gratis erfolgenden Rechtfertigung im Endgericht tritt (die der Glaube allein um Christi willen und nur im Vertrauen auf ihn erlangt), um von dort aus in die Stellung eingerückt zu werden, welche die Rechtfertigungstheologie dem Gericht nach den Werken zuweist.“

## Anglikanische Lehre
Der Anglikanismus lehnt die Vorstellung eines Fegefeuers als dem Wort Gottes widersprechend ab. Festgelegt wurde dies bereits in Artikel 22 der Neununddreißig Artikel.

## Fegefeuer in der Kunst

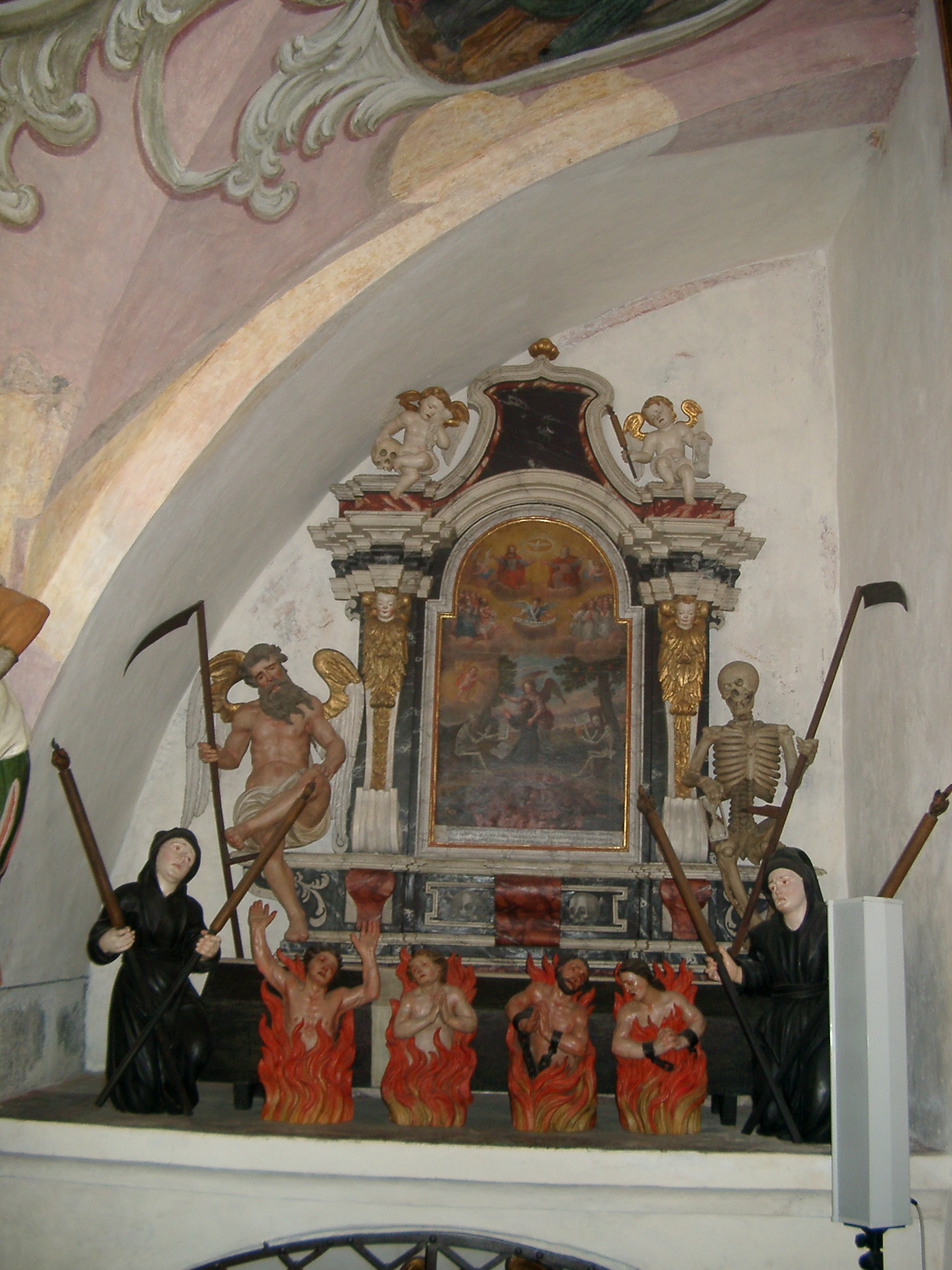
Darstellung in St. Lorenzen (Südtirol)

Im Mittelalter wurde das Fegefeuer oft bildlich als eine von Feuer und Glut erfüllte Höhle dargestellt, darin der Hölle ähnlich. Dennoch lassen sich die Darstellungen klar unterscheiden: Die im Fegefeuer büßenden Seelen erheben ihre Hände und Gesichter flehend Richtung Himmel. Die Seelen in der Hölle haben keine Hoffnung auf Erlösung und wenden sich daher nicht mehr nach oben. In größeren Bildkompositionen ist das Fegefeuer meist auf der linken Bildseite, also zur Rechten Gottes, zu finden.
Die berühmteste literarische Darstellung des Fegefeuers ist der zweite Teil der Göttlichen Komödie von Dante. Das Läuterungsmotiv wird auch etwa in der Weihnachtsgeschichte von Charles Dickens literarisch umgesetzt.
In Filmen wird das Motiv sowohl in Komödien (Und täglich grüßt das Murmeltier, Wer früher stirbt ist länger tot) als auch in Thrillern (Jacob’s Ladder – In der Gewalt des Jenseits) aufgegriffen.
In der Musik trägt der dritte Satz der unvollendeten 10. Sinfonie von Gustav Mahler die Überschrift Purgatorio.

## Ähnliche Vorstellungen in anderen Religionen
In den indischen Religionen Hinduismus, Buddhismus, Jainismus und Sikhismus existiert die Vorstellung eines Daseins in einer der Läuterung dienenden Unterwelt namens Naraka, als Teil des Kreislaufes der Reinkarnation. Ähnliche Gedanken gibt es auch in der platonischen Seelenlehre. 
Im Tengrismus besteht der Glaube an die Unterwelt Tamag, in welcher die Ungerechten bestraft würden, bevor sie in das dritte Stockwerk des Himmels gebracht würden.
Im Zoroastrismus findet sich der Glaube an ein Endgericht, bei dem alle Menschen einen Fluss aus geschmolzenem Blei durchqueren müssen, welches den Gerechten wie warme Milch vorkommen werde, während die Ungerechten darin (im hammistagan) gereinigt würden, bevor die Zeit des Sieges des Guten über das Böse anbreche. 
Die Mandäer glauben an eine Läuterung der Seelen im Inneren des Dämons Ur bevor am Ende der Tage die Entscheidung ergehe, wer mit diesem ausgelöscht oder aus seinem Rachen befreit werde.
Innerhalb des Islams existieren unterschiedliche Ansichten hinsichtlich der Frage, ob der Aufenthalt in Dschahannam ewig oder vorübergehend sei.

## Texte des kirchlichen Lehramtes
- Schreiben Papst Pius XI.' vom 21. Oktober 1923 Prope adsunt Dies. In: Heilslehre der Kirche. Dokumente von Pius IX. bis Pius XII. Deutsche Ausgabe des französischen Originals von P[aul] Cattin O.P. und H[umbert]-Th[omas] Conus O.P. besorgt von Anton Rohrbasser. Paulusverlag, Freiburg/Schw. 1953, S. 527–529.
- Pius XI.: Prope adsunt Dies. In: Acta Apostolicae Sedis XV, p. 541–542. [Schreiben an Kardinal Pompilj zur Anordnung von Gebeten für alle Verstorbenen]